# Ardenni pásztorkutya
Az Ardenni pásztorkutya belga kutyafajta.

## Története
A pireneusi juhászkutya közeli rokona. 1700 körül tenyésztették ki helyi pásztorkutyákból.

## Megjelenése
Közepes termetű, izmos kutya. Feje rövid. Szeme barna. Füle általában feláll, de a lelógó fül sem hiba. Háta feszes, ágyéka széles, mellkasa mély, dongás. Végtagjai egyenesek, párhuzamosak. Farkát rövidre csonkolják, de születhet farok nélkül is. Szőrzete hosszú, kemény, kissé borzas; minden kutyaszínben tenyésztik.
Magassága 60 cm testtömege 25-28 kg. Minden kutyaszínben létezik.
Csontszerkezetük nehezebb, mint ahogy azt méretükből adódóan gondolnánk.

## Tulajdonságai
Idegenekkel szemben agresszív, harapós, de a gazdájával szemben engedelmes. Nagyon játékos, kíváncsi, fürge és társaságkedvelő fajta. Könnyen alkalmazkodik másokhoz, minden helyzetben nyugodt marad.

## Képessége
Elsősorban juhok és szarvasmarhák őrzésére, terelésére használják.

## Egyéb
Várható élettartama 12-14 év. Alomszáma 7-10 kölyök.